# Jonas Utelli
Jonas Utelli (26 de septiembre de 2003) es un deportista suizo que compite en escalada. Ganó dos medallas de bronce en el Campeonato Europeo de Escalada de 2024, en las pruebas de dificultad y combinada.

## Palmarés internacional
| Campeonato Europeo | Campeonato Europeo | Campeonato Europeo | Campeonato Europeo |
| Año                | Lugar              | Medalla            | Prueba             |
| ------------------ | ------------------ | ------------------ | ------------------ |
| 2024               | Villars (Suiza)    | Medalla de bronce  | Dificualtad        |
| 2024               | Villars (Suiza)    | Medalla de bronce  | Combinada          |